# 킹덤 (만화)
킹덤(일본어: キングダム)은 하라 야스히사에 의한 일본의 만화 작품이다. 「주간 영 점프」(슈에이샤)에서 2006년 9호부터 연재 중이다. 제17회 데즈카 오사무 문화상 만화 대상 수상 작품이다. 단행본 발행 부수는 56권 발매 시점에서 누계 4700만부를 돌파하고 있다. 2008년 슈에이샤가 운영하는 「VOMIC」에서 총 8회 라디오 드라마가 방송되었다. 2010년 11월에 코나미에서 PSP용 게임이 발매되었다.
2011년 11월에 텔레비전 애니메이션화가 발표 된 2012년 6월부터 2013년 2월에 걸쳐 제1시리즈가 2013년 6월부터 2014년 3월까지 제2시리즈가 방송되었다. 제3시리즈는 2020년 4월부터 방송되었으나, 코로나19 범유행으로 중단, 이후 2021년 4월부터 재개해, 10월까지 방송되었다. 2022년 4월부터 10월까지 제4시리즈가 방송되었으며, 2024년 1월부터 3월까지 제5시리즈가 방송되었다. 2025년 10월부터 제6시리즈가 방송될 예정이다.
2018년 4월 제50권 달성을 기념 해 실사 영화화가 발표되었고, 2019년 4월에 극장 공개되었다.

## 줄거리
기원전 3세기 고대 중국의 춘추 전국 시대 말기를 무대로 하여 후일에 진시황이 되는 진 왕정과 진 무인 인 주인공 신의 활약을 중심으로 그려져 있는 중국 시대극이다. 신(信)은 나중에 진나라 대장군 이신(李信)임을 미리 밝혀지고 있다.

## 등장인물
가상인물은 ★표, 언급이나 회상으로 등장한 인물은 ☆표로 표기한다.
- 신(信) : 후일 진의 장군이자 농서 이씨의 시조인 이신이다. 후손으로 자처한 당황실의 이세민이 대표적이다.

- 표(漂) : 신과 함께 자란 전쟁고아로 영정의 그림자 무사로 발탁되어 대신 죽음을 맞이한다.★
- 영정(嬴政) : 진의 31대왕. 훗날의 진 시황제.
- 하료초(河了貂) : 산민족 출신으로 남장 여자. 비신대의 군사로 활약한다.★
- 강외(羌瘣) : 여전사 부족인 치우의 19개 씨족 중 강씨족의 후계자. 머리가 비상하고 검술도 뛰어나다. 실존인물은 작중과 달리 여성이 아니다.

### 진

#### 군주
- 목공(穆公) : 온화한 군주로 진과 산족의 평화를 이끌어냈던 명군.☆

순장으로 신하들도 같이 따라갔다.
이후 진나라는 조금식 쇠퇴하다
효공이후 다시 상앙의 개혁으로 강대국으로
성장함.
- 소양왕(昭襄王) : 육대장군과 함께 서쪽의 소국이었던 진을 중국의 강대국으로 드높인 명군.☆
- 장양왕(莊襄王)☆
- 진 시황제 영정(嬴政)

#### 영정 일파 및 조력자
- 창문군(昌文君) : 영정의 측근이자 후견인으로, 왕궁에서 유일하게 정을 위해 일하는 충신이다.
- 표(漂)★
- 벽(壁) : 창문군의 부하 중 한명으로 후일 장군까지 승진한다.
- 사(肆)씨 : 본래 갈씨 진영의 지략가였던 인물로 후일 정의 초대를 받아 대왕파의 책사로 합류한다.★
- 무명 : 진나라의 장수.★
- 도검 : 시카 일행에게 정의 조나라 탈출을 의뢰한 진의 장수. 조나라 기마대의 추격을 받고 사망한다.★
- 단원, 전자 : 도검의 부하. 조나라 기마대의 추격을 받고 사망한다.★
- 시카 : 여 상인으로 정의 조나라 탈출을 돕다 사망한다. 불우했던 어린 정의 성격을 바꾼 중요한 인물이기도 하다.★
- 강창, 아문 : 시카의 상단원으로 정의 조나라 탈출을 돕다 사망한다.★

##### 왕족 및 후궁
- 향 : 후궁의 궁녀로 정의 부름을 받아서 그가 책을 읽는데 듣는 역할을 해준다. 나중에는 정의 딸을 임신한다.
- 양 : 후궁의 궁녀로 향의 친구.
- 려 : 향이 낳은 딸.
- 부소(扶蘇) : 정의 장남. 이름만 언급된다.☆

#### 왕제 일파
- 성교(成蟜) : 왕의 이복동생. 초반에 반란을 일으켰으나 진압당했다. 성장하여 왕의 조력자이자 경쟁자로 다시 성장했지만, 여불위의 함정에 빠져 사망한다.
- 유의 : 성교의 첫째 부인. 성교의 유언으로 남은 왕제파를 추스리는 역할을 부탁받는다.★
- 갈(竭)씨 : 여불위를 밀어내고 대신의 정점을 노리는 야심가. 산족의 협력을 받아 왕도 탈환을 위해 온 영정파에게 사망한다.★
- 란카이 : 성교의 개인 무사. 성교의 명령에는 무조건 따르도록 '교육'을 받았다. 반란 진압 이후 산민족들을 따라가 슌멘의 파트너가 되어 활약한다.★
- 좌자, 귀흥, 무타, 돈, 원하, 마공, 정투, 범 : 성교의 수하.

#### 여씨 일파
- 여불위(呂不韋) : 일개 상인으로 시작해 진의 상국(相國)에 이른다. 거부(巨富)이자 흑막정치의 표본.
- 여씨 사주(四柱)
  - 창평군(昌平君)
  - 이사(李斯)
  - 채택(蔡澤)
  - 몽무(蒙武)
- 포학(蒲鶴) : 여불위 휘하의 장수. 여불위의 계책을 따라 2차 성교의 난을 조작한다.
- 손축 : 전령으로 여불위의 사람이다.★

#### 태후 일파
- 조희(趙姬) : 진의 태후로 젊은 시절 여불위의 여인이었으나 배신당하고 흑막의 길로 빠진다. 애(毐)국을 세워 진에 대항하지만 이는 여불위의 책략이었다.
- 노애(嫪毐) : 조희의 애인으로 본인의 의지와는 상관없이 반란에 협조하게 되었다. 작중에서는 마지막까지 조희를 향해 순정을 바치는 인물로 묘사된다.
- 조고(趙高) : 태후의 환관.
- 번오기(樊於期) : 진의 장수였으나, 애(毐)국의 장수로 변절한다. 작중에서의 악행은 실제와는 거리가 있다.
- 번유기 : 번오기의 아들. 잔혹한 성품을 지니고 있다.★
- 호력 : 초나라의 지령을 받고 진과 애의 내분을 부추긴다.★
- 학비, 마유 : 애국의 신하.★

#### 창평군 일파
- 창평군(昌平君) : 초나라 출신으로 여불위의 객이자 책사지만, 큰 뜻을 위해 정에게 합류한다.
- 몽의(蒙毅) : 몽오의 손자이자 몽무의 둘째 아들. 몽염의 동생이다. 하료초를 비신대에 합류시킨 장본인이자, 창평군 휘하 군사(軍師)이다.
- 개억 : 군사학교의 강사였다고 한다. 북쪽의 방어를 맡게 되었다. 이후에도 창평군의 부관역으로 계속 등장한다.★
- 강아, 홍아, 금량, 횡리, 극양, 다귀, 다자 : 창평군 휘하의 군사(軍師).★

#### 고관 대신 및 근위병
- 입미, 전장, 고신, 대련, 어백, 세이호, 천록, 손선조, 입해, 둔조, 용조, 광근, 악탁, 임가, 고리 : 진나라의 고관 대신들이다.★
- 장만, 경택, 조환, 제궁, 화광, 병오, 허진 : 왕궁의 근위병.★

#### 군부

##### 육대장군
- 백기(白起) : 진의 육대장. 장평 전투의 주역이기도 하다.☆
- 왕흘(王齮) : 진의 육대장. 실제 왕흘과 왕기는 동일인이지만, 작중에서는 다른 인물로 나뉘었다.☆
- 호양(胡陽) : 진의 육대장.☆
- 사마착(司馬錯) : 진의 육대장.☆
- 규(樛) : 진의 육대장. 소양왕의 숨겨진 딸로 왕기의 집안에서 자라 육대장군까지 올라갔다. 조의 장수 방난(龐煖)과 싸우다 전사한다. 왕기의 약혼자이기도 하다. 실존 인물은 여성이 아니다.☆
- 왕기(王齮) : 실제 왕기와 왕흘은 동일인이지만, 작중에서는 다른 인물로 나뉘었다.

##### 왕기
- 왕기(王齮) : 진의 마지막 육대장으로 불패의 명장이다. 신에게 자신의 창을 물려주고 사망한다. 규의 약혼자이기도 하다.
- 등(騰) : 왕기의 부장으로 왕기 사후 왕기군의 대장을 이어받는다.
- 녹오미, 융국, 인방, 간앙, 동금 : 왕기의 수하 군장(軍將).★
- 황루, 현유, 주앙, 서등, 호환, 태오, 어모, 변, 정 : 왕기군의 일원.★

##### 몽오
- 몽오(蒙骜) : 제나라 출신의 장군으로 몽무의 아버지, 몽염·몽의 형제의 할아버지이다. 장수로서는 덕장(德將)이다.
- 토문, 영비, 나원, 난동, 마고, 비지, 태운, 연비, 상범 : 몽오군의 일원.★
- 곽비 : 진나라의 천인장이자 몽오의 측근. 노비 고아였던 신과 출신이 비슷하다. 그의 암살 후 곽비의 부관이었던 초수는 비신대로 합류한다.★

##### 몽무
- 몽무(蒙武) : 몽오의 아들, 몽염·몽의의 아버지. 부친 몽오와는 달리 과격한 성향을 가지고 있다. 강력한 무력의 소유자이다.
- 정지, 내휘 : 몽무군의 일원.★

##### 환의
- 환기(桓齮) : 도적 출신의 장수로 충의나 기강은 없으나, 힘은 강력하다.
- 마론, 뇌토, 흑앵, 제노, 오기코, 중귀, 사귀, 여민, 파인, 호로, 각운, 영귀, 전귀, 중자, 태수, 외마, 지춘, 사암, 탁 형제 : 환기군의 일원.★

##### 왕전
- 왕전(王翦) : 진의 장수로서 왕분의 아버지. 명장이나, 왕위에 대한 욕심이 있다.
- 맹지, 맹룡 : 왕전군의 일원.★

##### 표공
- 표공(麃公) : 진의 장수로서 전장에서 나고 자랐다. 육대장군에 들어갈 수준의 실력자지만, 본인은 관심이 없었다. 신에게 방패를 물려주고 사망한다.
- 박호신, 상록, 개도, 개폭, 전무, 남상, 여두, 창원 : 표공군의 일원.★

##### 비신대[1]
- 대장: 신
- 군사: 하료초
- 연, 초수, 미평, 미도, 패랑, 전유, 전영, 산화, 협차, 벌건, 문혈, 노연, 용천, 숭원, 유의, 송좌, 거해, 용유, 방, 석, 절, 하슈켄, 회랑, 악뢰, 아려, 나귀, 창진, 창담 : 비신대의 일원.★
- 강외대 (대장:강외-구비신대부장)

##### 옥봉대
- 왕분 : 왕전의 아들. 무예가 출중하며, 신·몽염과는 라이벌 의식이 있다.
- 반양, 흑금, 관상 : 옥봉대의 일원.★

##### 낙화대
- 몽염 : 몽오의 손자, 몽무의 아들, 몽의의 형. 유려한 성품을 지니고 있지만, 전쟁 때의 모습은 다르다.
- 낙화대 부장, 육선, 고목 : 낙화대의 일원.★

##### 기타
- 장당(張唐)
- 벽(壁)
- 마인, 곽운 : 벽군의 일원.★

#### 산족
- 양단화(楊端和) : 산족의 여왕. 지략·무용·미모를 고루 갖추었다. 그러나 실존 인물은 왕전의 장수였으며, 여성도 아니고, 이민족 출신도 아니었다.
- 바지오, 타지후, 슌멘 : 산족의 장수.★

#### 자객

##### 주흉
- 서완, 연정.★

##### 치우족
- 강외
- 강상 : 강외의 언니.★☆
- 강식, 강례, 강명 : 강족의 일원.★
- 유련 : 현세대 치우족 족장. 유족의 일원.★

#### 그 외
- 동미, 우리 : 미평과 미도 형제를 기다리는 동네 여인.★
- 감추, 오인, 악광, 금춘, 임귀, 환정, 양시, 서안, 여색, 키, 코우, 범, 공유 : 최의 백성.★

### 조

#### 군주
- 도양왕(悼襄王) : 조나라의 국왕으로 폭군이다.

#### 구 삼대천
- 염파(廉頗) : 조나라의 삼대천이지만, 시기가 맞지 않아 위와 초를 전전하는 신세가 된다.
- 인상여(藺相如) : 진 소양왕의 침공을 막아낸 조나라의 명재상.☆
- 조사(趙奢) : 진 소양왕의 침공을 막아낸 조나라의 명장.☆

#### 신 삼대천
- 방난(龐煖) : 무신(武神)으로 자칭하며 규를 죽이며 왕기와는 숙명의 라이벌이 되었다.
- 이목(李牧) : 조나라의 재상이자, 왕기를 전사케한 뛰어난 책략가.

#### 그 외
- 춘평군 (春平君)
- 공손룡(公孫龍)
- 이백
- 개자방 : 염파의 휘하 장수.★
- 윤호 : 염파의 휘하 장수.★
- 강연 : 염파의 휘하 장수.★
- 현봉 : 염파의 휘하 장수.★
- 만극★
- 카이네 : 이목 휘하의 여성 군사(軍師).★

### 위

#### 군주
- 경민왕(景湣王)

#### 화룡칠사
- 오경(吳慶) : 위의 대장군.
- 자백(子伯) : 위나라 창술의 일인자. 계가의 연인으로 계가가 태여자에게 강제로 시집보내진 후 죽자 태여자와 그를 옹호한 두명의 화룡칠사원을 죽인다.
- 영황 : 오봉명의 스승이자 책략가. 신의 일격에 살해당한다.★
- 개맹 : 엄청난 무력의 소유자.★
- 태여자 : 본인과 강제로 결혼한 계가를 살해한다.★
- 정선 : 태여자를 옹호하여 자백에게 살해당한다.★
- 마통 : 태여자를 옹호하여 자백에게 살해당한다.★

#### 그 외
- 오봉명 : 오경의 아들.★
- 염파(廉頗)
  - 개자방★
  - 윤호★
  - 강연★
  - 현봉★
- 계가 : 자백의 연인으로 태여자에게 강제로 시집보내져 살해당한다.★

### 초

#### 군주
- 고열왕(考烈王)

#### 대신
- 춘신군(春申君) : 초의 군사이자 실력자. 유왕의 생부이다.
- 이원(李園) : 춘신군의 아이를 밴 여동생을 왕에게 바쳤다. 일이 탄로난 것을 염려하여 춘신군을 살해한다.

#### 군부
- 항연(項燕)☆
- 한명(汗明)
- 임무군(臨武君)
- 와린 : 장신의 여성 장군.★
- 항익 : 신·왕분·몽염과 같은 세대의 젊은 장수이다.★
- 백려 : 중화십궁 중 하나. 신·왕분·몽염과 같은 세대이며 여성 장수이다.★

#### 그 외
- 염파(廉頗)

### 연

#### 군주
- 소왕(昭王)☆

#### 군부
- 곽외(郭隗)☆
- 악의(樂毅)☆
- 오르도★
- 극신(劇辛)

## 전시회
주간 영 점프에서 연재 10주년을 맞이하여 2016년 7월 30일부터 2016년 9월 4일까지 연재자인 하라 야스히사의 고향 사가에서 왕국 전시회가 개최되었다. 전시회에서는 복제 원화나 작중에 등장하는 「왕기의 억 (사당)」등의 복원 품이 전시 되었다.
나가사키 랜턴 페스티벌 2019과의 합작 기획하여 축제 각종 이벤트가 진행되며 나가사키 코시묘 회장은 2019년 2월 5일부터 2019년 2월 19일 사이 킹덤 전시회가 개최된다.